# Прядун Сергій Анатолійович
Прядун Сергій Анатолійович (нар. 11 жовтня 1974, Краснопавлівка, Харківська область) — українська борець вільного стилю, — майстер спорту міжнародного класу, багаторазовий чемпіон Європи серед молоді (срібний призер 1998 р. в Фінляндії), срібний призер чемпіонату Європи у 2003 році (Франція), учасник Олімпійських ігор в Афінах, багаторазовий призер і переможець міжнародних турнірів.